# 夢オチ
夢オチ（ゆめオチ、夢落ち）とは、落ちの一種で、物語の最後に「それまでの出来事は、実はすべて夢だった」という結末を明かして終わること。または、そのような手法のこと。
または夢でなくともそれまで構築していた物語・世界観・前提を、最後で一気に崩すこともこう呼ぶこともある。

## 概要
基本的には伝統・古典に属する手法である。古くは「胡蝶の夢」（中国の古典『荘子』の一節）にみられる。典型的作品が『枕中記』の『邯鄲の枕』（一炊の夢）、『不思議の国のアリス』。
そのパターンは「結末に夢であったことを発覚させる」種明かしの構図が主であり、作品中に伏線・理由付け、あるいはミスリードを誘うような仕掛けがないと成立しない。そのため、短編や一話完結型の作品ではどんでん返しの一つとして評価されることもある。
しかし、諸々の事情で強引に物語を終了させるために用いられたり、奇をてらう目的で使われることも多い。また、物語の辻褄合わせのために使われることもある（後付け設定を参照）。それまでの舞台設定や話の流れを根底から覆すことにもなりうるため、作者側にとっては、一種の「禁じ手」ともいえる手法である。
手塚治虫は「悪い4コママンガの例」として、夢オチを挙げている。
逆に作中人物が最初（または途中）から夢の世界であることをはっきりと認識して行動するメタフィクション構造を持ったシナリオも多数存在する。またそうしたメタ的な夢の世界は、世界観や設定そのものを合理的に変化させる表現方法としても多用される（作中人物の考えや記憶を世界に反映させるなどして強引な設定改変を行わない場合。ただしご都合主義の言い訳に使われるケースもある）。
さらにこの変形として、作中人物が寝ぼけるなどして世界＝夢と誤認して行動するパターンもある（目覚めるとその影響が現実に出ているなどの逆転パターン）。この構造を組み込んだタイプのホラー・サイコサスペンスものも数多く存在しており、これらは夢オチと言うよりはメタフィクション構造に近い。